# Johann Georg Mozart
Johann Georg Mozart (* 4. Mai 1679 in Augsburg; † 19. Februar 1736 ebenda) war ein deutscher Buchbinder und der Vater von Leopold Mozart sowie Großvater des Komponisten Wolfgang Amadeus Mozart.

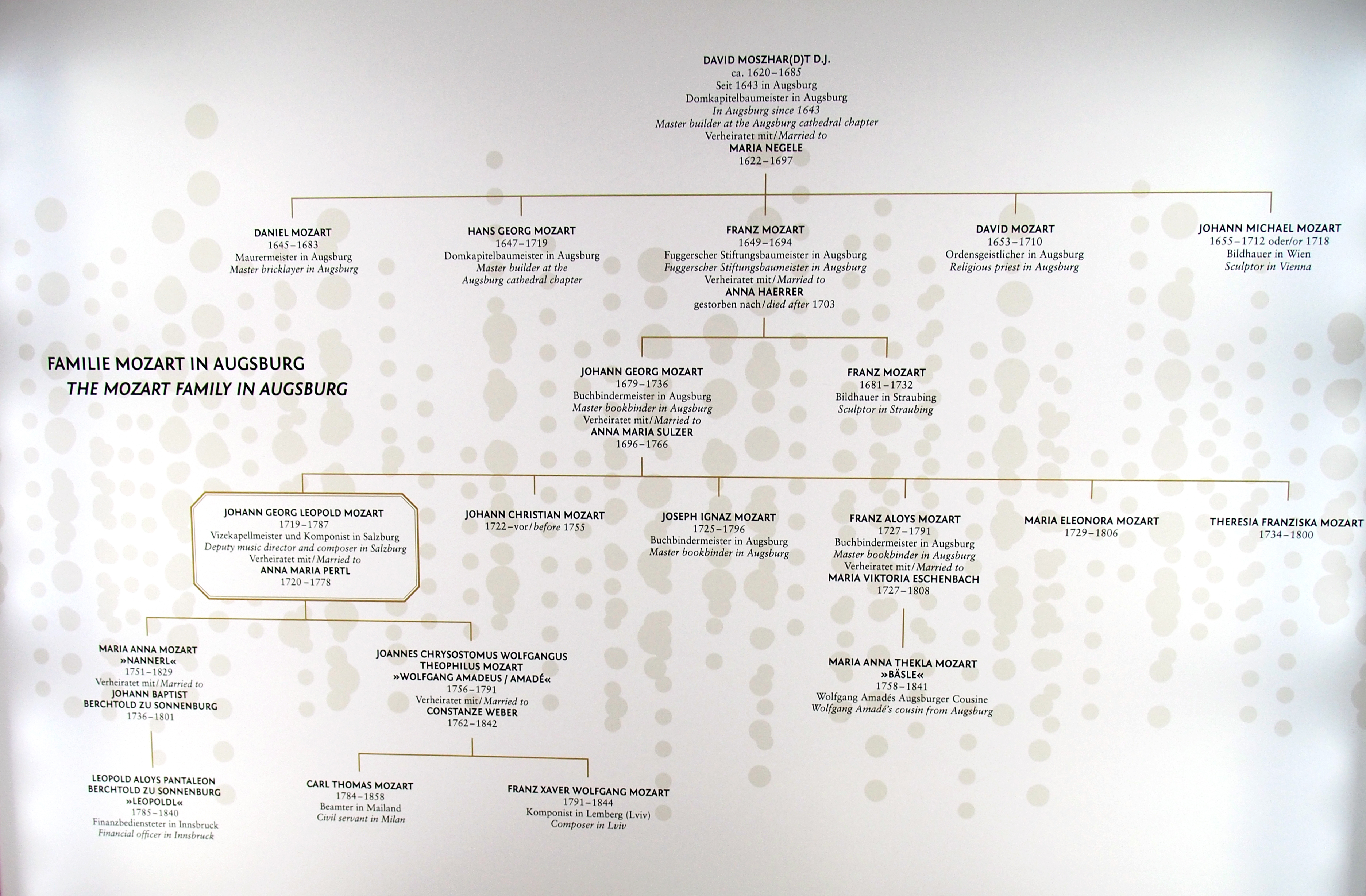
Stammbaum der Mozartfamilie

## Familie
Johann Georg Mozart war der älteste Sohn des Maurers Franz Mozart (1649–1694) und dessen Frau Anna Haerrer († nach 1703). Nach dem Tod seines Vaters schickte dessen Bruder Hans Georg (1647–1719) den 15-Jährigen zu einem Buchbinder in die Lehre. Bis 1715 lebte er bei seinem Onkel. Am 17. Oktober 1708 heiratete er in Augsburg (St. Georg) Anna Maria Banneger (1667–1718), die Witwe seines ehemaligen Herrn August Banneger. Sie war zwölf Jahre älter als Johann Georg und brachte die Handwerksgerechtigkeit mit in die Ehe; dieses Verfahren war zu jener Zeit absolut üblich, dass junge Gesellen reiche und ältere Meisterwitwen heirateten und dadurch gut versorgt waren. 
Anna Maria gebar Johann Georg keine Kinder und verstarb am 16. Mai 1718. Knapp zwei Monate nach dem Tod seiner Frau heiratete er die Weberstochter Anna Maria Sulzer (1696–1766) aus Augsburg. Aus der Ehe gingen neun Kinder hervor, von denen allerdings nur vier Söhne und zwei Töchter das erwachsene Alter erreichten:
- Johann Georg Leopold Mozart (* 14. November 1719 in Augsburg; † 28. Mai 1787 in Salzburg)
- Johann Christian Mozart (* 1721 in Augsburg; † 1722 ebenda)
- Johann Christian Mozart (* 1722 in Augsburg; † vor 1755)
- Joseph Ignaz Mozart (* 7. August 1725 in Augsburg; † 11. Januar 1796 ebenda)[1]
- Franz Alois Mozart (* 19. Juli 1727 in Augsburg; † 14. Juni 1791 ebenda)[2]
- Maria Eleonora Mozart (* 1729 in Augsburg; † 1806)
- Maria Dorothea Mozart (* 1731 in Augsburg; † 1731 ebenda)
- Theresia Franziska Mozart (* 1734 in Augsburg; † 1800)
- Lorenz Anton Mozart (* 1735 in Augsburg; † 1736 ebenda)[3]

## Leben
Johann Georg Mozart war als Buchbindermeister in einem Handwerkerhaus an der heutigen Frauentorstraße 30 (Mozarthaus Augsburg) tätig. Zu Mozarts Kunden zählten die Jesuiten und die Augsburger Stifte, wie zum Beispiel St. Georg oder Heilig Kreuz. Er wurde mehrmals zum Meister seiner Zunft gewählt.
Im Jahr 1721 zog die Familie in ein Haus in der Jesuitengasse um, und man wechselte von der Pfarrei St. Georg, wo Leopold getauft wurde, zum Augsburger Dom, weshalb alle weiteren Geschwister auch im Augsburger Dom getauft wurden. Leopold und Johann Christian besuchten Jesuitenschulen. Die Familie Mozart unterhielt enge Beziehungen zu künstlerischen und intellektuellen Persönlichkeiten der damaligen Zeit. Johann Georg Mozart ließ seinen Sohn Leopold das Gymnasium und im Anschluss das Lyzeum besuchen. Der junge Leopold Mozart erhielt dadurch eine über seinem Stand liegende Bildung und die Grundlage für sein eigenes künstlerisches Wirken.
Weder Johann Georg noch seine Frau Anna Maria hatten direkten Einfluss auf das Leben ihres berühmten Enkels. Johann Georg starb 1736 im Alter von 56 Jahren, 20 Jahre vor der Geburt von Wolfgang Amadeus Mozart. Zwischen Anna Maria und Wolfgang Amadeus ist kein Kontakt während ihrer Lebenszeit überliefert. Sein Sohn Leopold verließ Augsburg ein Jahr nach dem Tode seines Vaters und zog nach Salzburg.